# حسيب يوسف
حسيب يوسف (1936-10 سبتمبر 2000) مخرج مسلسلات وبرامج استعراضية أردني، ترجع أصوله إلى بلدة حجة في فلسطين المحتلة. اشتهر ببرامجه التي كانت تعرض في ثمانينيات القرن المنصرم: ستوديو 85، ستوديو 86...إلخ، والتي عرضت لسنوات متتالية على شاشة التلفزيون الأردني. كما أخرج مسلسلات اجتماعية عربية، من أشهرها مسلسل "قطار منتصف الليل"، الذي وُصف بأنه من أروع مسلسلات السبعينيات، وقد عرضه التلفزيون الأردني عام 1978، وهو من بطولة محمود المليجي (في دور عبد الصبور)، ونادية الجندي (في دور حياة)، وأشرف عبد الغفور وصلاح السعدني (في دور ابني عبد الصبور)، وسمية الألفي. والمسلسل مأخوذ عن أقصوصة للقصاص والأديب الأردني الفلسطيني الأصل محمود سيف الدين الإيراني، نشرت في مجلة العربي الكويتية عام 1960.
- توفي المخرج حسيب يوسف في سبتمبر عام 2000.

## وصلة خارجية
- حسيب يوسف على قاعدة بيانات الأفلام العربية.